# Interação não covalente
Uma interação não covalente difere de uma ligação covalente na medida em que não envolve o compartilhamento de elétrons, mas envolve variações mais dispersas de interações eletromagnéticas entre moléculas ou dentro de uma molécula. A energia química liberado na formação de interações não covalentes é tipicamente da ordem de 1–5 kcal/mol (1000–5000 calorias por 6,02 × 1023 moléculas). As interações não covalentes podem ser classificadas em diferentes categorias, como eletrostáticas, efeitos π, forças de Van der Waals e efeitos hidrofóbicos.
Interações não covalentes  são fundamentais para manter a estrutura tridimensional de grandes moléculas, como proteínas e ácidos nucleicoss.  Além disso, também estão envolvidos em muitos processos biológicos nos quais grandes moléculas se ligam de forma específica, mas transitória, umas às outras (consulte a seção de propriedades do artigo sobre ADN).  Essas interações também influenciam fortemente desenho de fármacos, grau de cristalização e projeto de materiais, particularmente para auto-montagem, e, em geral, a síntese de muitas moléculas orgânicas.
Forças intermoleculares são interações não covalentes que ocorrem entre diferentes moléculas, ao invés de entre diferentes átomos da mesma molécula.

## Interações eletrostáticas
’Para uma introdução mais detalhada à eletrostática, consulte’ Lei de Coulomb

### Iônica

Esquema 1. Processo de formação de NaF – exemplo de uma interação eletrostática

Interações iônicas envolvem a atração de íons ou moléculas com cargas permanentes completas de sinais opostos. Por exemplo, fluoreto de sódio envolve a atração da carga positiva no sódio (Na+) com a carga negativa do flúor (F−). No entanto, essa interação particular é facilmente quebrada após adição à água, ou outros solventes polares. Na água, o emparelhamento de íons é principalmente conduzido pela entropia; uma única ponte de sal geralmente equivale a um valor de atração de cerca de ΔG =5 kJ/mol em um íon intermediário de força I, em I próximo a zero o valor increases to about 8 kJ/mol. Os valores de ΔG são geralmente aditivos e amplamente independentes da natureza dos íons participantes, exceto para íons de metal de transição, etc.H.-J. Schneider (2009). «Binding mechanisms in supramolecular complexes». Angew. Chem. Int. Ed. Engl. 48 (22): 3924–3977. PMID 19415701. doi:10.1002/anie.200802947</ref>
Essas interações também podem ser vistas em moléculas com uma carga localizada em um determinado átomo. Por exemplo, a carga negativa total associada ao etóxido, a base conjugada de etanol, é mais comumente acompanhada pela carga positiva de um sal de metal alcalino, como o cátion sódio (Na+).

### Ligação de hidrogênio

Ligação de hidrogênio na água.

A ligação de hidrogênio (ligação H) é um tipo específico de interação que envolve a atração dipolo-dipolo entre um átomo de hidrogênio parcialmente positivo e um átomo de oxigênio, nitrogênio, enxofre ou flúor altamente eletronegativo e parcialmente negativo (não ligado covalentemente ao referido átomo de hidrogênio). Não é uma ligação covalente, mas, em vez disso, é classificada como uma interação não covalente forte. É responsável por porque a água é um líquido à temperatura ambiente e não um gás (dado o baixo peso molecular da água). Mais comumente, a força das ligações de hidrogênio fica entre 0-4 kcal/mol, mas às vezes pode ser tão forte quanto 40 kcal/mol.  Em solventes tais como clorofórmio ou tetracloreto de carbono, observa-se e.g. para a interação entre valores aditivos de amidas de cerca de 5 kJ/mol. De acordo com Linus Pauling, a força de uma ligação de hidrogênio é essencialmente determinada pelas cargas eletrostáticas. Medições de milhares de complexos em clorofórmio ou tetracloreto de carbono levaram a incrementos de energia livre para todos os tipos de combinações doador-aceitador.

### Ligação de halogênio

Figura 1. Base de Lewis aniônica formando uma ligação de halogênio com bromo retirado de elétrons (ácido de Lewis)

Ligação de halogênio é um tipo de interação não covalente que não envolve a formação nem quebra de ligações reais, mas sim é semelhante à interação dipolo-dipolo conhecida como ligação de hidrogênio. Na ligação de halogênio, um átomo de halogênio atua como um eletrófilo, ou espécie que busca elétrons, e forma uma interação eletrostática fraca com um nucleófilo, ou espécie rica em elétrons. O agente nucleofílico nessas interações tende a ser altamente eletronegativo (como oxigênio, nitrogênio ou enxofre), ou pode ser aniônica, tendo um carga formal negativa. Em comparação com as ligações de hidrogênio, o átomo de halogênio toma o lugar do hidrogênio parcialmente carregado positivamente como o eletrófilo.
A ligação de halogênio não deve ser confundida com as interações halogênio-aromáticas, pois as duas estão relacionadas, mas diferem por definição. As interações halógenas-aromáticas envolvem uma nuvem π aromática rica em elétrons como um nucleófilo; a ligação de halogênio é restrita a nucleófilos monoatômicos.

## Forças de Van der Waals
Forças de Van der Waals são um subconjunto de interações eletrostáticas envolvendo dipolos permanentes ou induzidos (ou multipolos). Estes incluem os seguintes:
- interações dipolo-dipolo permanentes, alternativamente chamadas de força de Keesom
- interações de dipolo induzidas por dipolo, ou força de Debye
- interações dipolo induzidas por interações dipolo, comumente referidas como forças de dispersão de London

As ligações de hidrogênio e as ligações de halogênio normalmente não são classificadas como forças de Van der Waals.

### Dipolo–dipolo

Figura 2. Interações dipolo–dipolo entre duas moléculas de acetona, com o átomo de oxigênio parcialmente negativo interagindo com o átomo de carbono parcialmente positivo na carbonila.

Interações dipolo–dipolo são interações eletrostáticas entre dipolos permanentes em moléculas. Essas interações tendem a alinhar as moléculas aumentando a atração (reduzindo energia potencial). Normalmente, os dipolos estão associados a átomos eletronegativos, incluindo oxigênio, nitrogênio, enxofre e flúor.
Por exemplo, acetona, o ingrediente ativo em alguns removedores de esmalte, tem um dipolo líquido associado ao carbonil (veja a figura 2). Como o oxigênio é mais eletronegativo do que o carbono que está ligado covalentemente a ele, os elétrons associados a essa ligação estarão mais próximos do oxigênio do que do carbono, criando uma carga parcial negativa (δ−) no oxigênio, e uma carga parcial positiva (δ+) no carbono. Eles não são cargas completas porque os elétrons ainda são compartilhados através de uma ligação covalente entre o oxigênio e o carbono. Se os elétrons não fossem mais compartilhados, a ligação oxigênio-carbono seria uma interação eletrostática.
{\displaystyle {\overset {\color {Red}\delta +}{{\ce {H}}}}-{\overset {\color {Red}\delta -}{{\ce {Cl}}}}\cdots {\overset {\color {Red}\delta +}{{\ce {H}}}}-{\overset {\color {Red}\delta -}{{\ce {Cl}}}}}
Frequentemente as moléculas contêm grupos dipolares, mas não possuem momento dipolar. Isso ocorre se houver simetria dentro da molécula que faz com que os dipolos se cancelem. Isso ocorre em moléculas como tetraclorometano. Observe-se que a interação dipolo-dipolo entre dois átomos individuais geralmente é zero, uma vez que os átomos raramente carregam um dipolo permanente.

### Dipolo induzido por dipolo
Uma interação dipolo dipolo-induzida (força de Debye) é devido à aproximação de uma molécula com dipolo permanente a outra molécula apolar sem dipolo permanente. Essa abordagem faz com que os elétrons da molécula apolar sejam polarizado em direção ou para longe do dipolo (ou "induzir" um dipolo) da molécula que se aproxima.  Especificamente, o dipolo pode causar atração eletrostática ou repulsão dos elétrons da molécula apolar, dependendo da orientação do dipolo de entrada.  Átomos com raios atômicos maiores são considerados mais "polarizáveis" e, portanto, experimentam maiores atrações como resultado da força de Debye.

### Forças de dispersão de London
Forças de dispersão de London são o tipo mais fraco de interação não covalente. Em moléculas orgânicas, no entanto, a multiplicidade de contatos pode levar a contribuições maiores, particularmente na presença de heteroátomos. Também são conhecidas como "interações dipolo induzidas por dipolo induzido" e estão presentes entre todas as moléculas, mesmo aquelas que inerentemente não possuem dipolos permanentes. As interações dispersivas aumentam com a polarizabilidade dos grupos que interagem, mas são enfraquecidas por solventes de polarizabilidade aumentada.  Elas são causadas pela repulsão temporária de elétrons para longe dos elétrons de uma molécula vizinha, levando a um dipolo parcialmente positivo em uma molécula e um dipolo parcialmente negativo em outra molécula. Hexano é um bom exemplo de uma molécula sem polaridade ou átomos altamente eletronegativos, mas é um líquido à temperatura ambiente devido principalmente às forças de dispersão de London. Neste exemplo, quando uma molécula de hexano se aproxima de outra, um dipolo parcialmente negativo temporário e fraco no hexano que entra pode polarizar a nuvem de elétrons de outra, causando um dipolo parcialmente positivo nessa molécula de hexano. Na ausência de solventes, hidrocarbonetos como o hexano formam cristais devido às forças dispersivas; o calor de sublimação dos cristais é uma medida da interação dispersiva. Embora essas interações sejam de curta duração e muito fracas, elas podem ser responsáveis por certas moléculas apolares serem líquidas à temperatura ambiente.

## Efeitos π
Efeitos π pode ser dividido em várias categorias, incluindo interações π-π, interações cátion-π & ânion-π, e interações polar-π. Em geral, efeitos π são associados com as interações de moléculas com os sistemas π de moléculas conjugadas tais como benzeno.

### Interação π–π

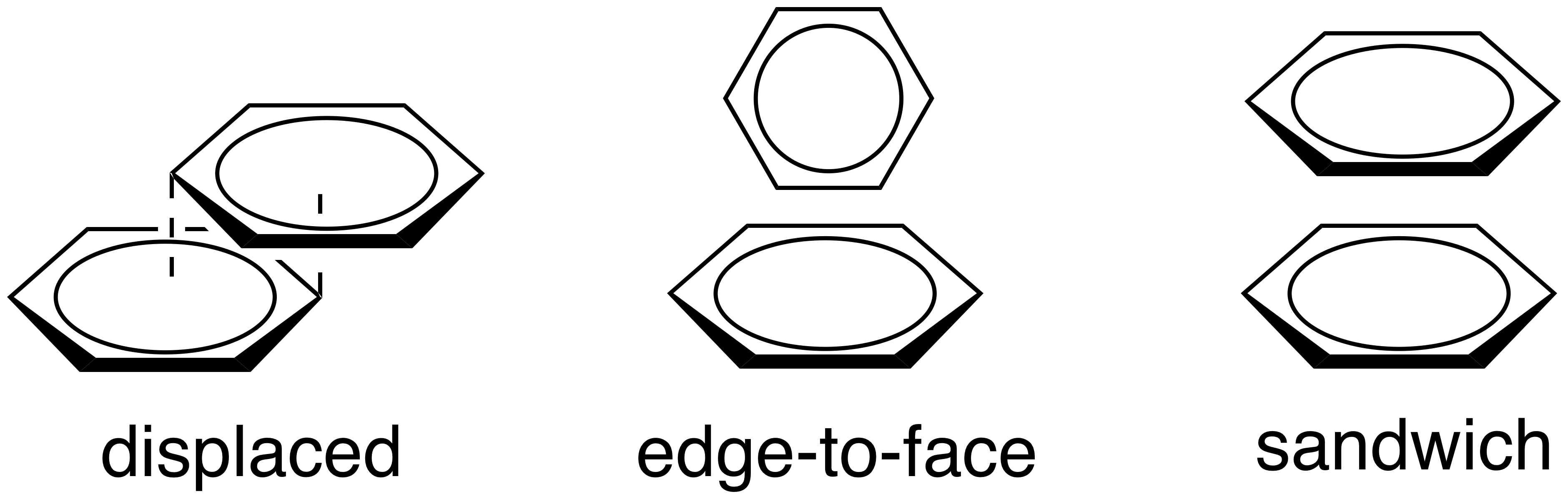
Figura 3. Várias maneiras pelas quais o benzeno pode interagir intermolecularmente. Observe-se, no entanto, que a configuração sanduíche não é uma interação favorável em comparação com a deslocada ou borda a face.

Interações π–π são relacionadas com a interação entre os orbitais πde um sistema molecular.  A alta polarizabilidade dos anéis aromáticos leva a interações dispersivas como principal contribuição para os chamados efeitos de empilhamento. Estes desempenham um papel importante para as interações de nucleobases, e.g. em DNA. Para um exemplo simples, um anel de benzeno, com sua nuvem π plenamente conjugado, irá interagir de duas maneiras principais (e uma menor) com um anel benzênico vizinho através de uma interação π–π (ver figura 3). As duas principais maneiras pelas quais o benzeno é empilhado são face a face, com uma entalpia de ~2 kcal/mol, e deslocado (ou empilhado por deslizamento), com uma entalpia de ~2.3 kcal/mol. A configuração sanduíche não é tão estável como interação quanto as duas mencionadas anteriormente devido à alta repulsão eletrostática dos elétrons nos orbitais π.

### Interação cátion–π e ânion–π

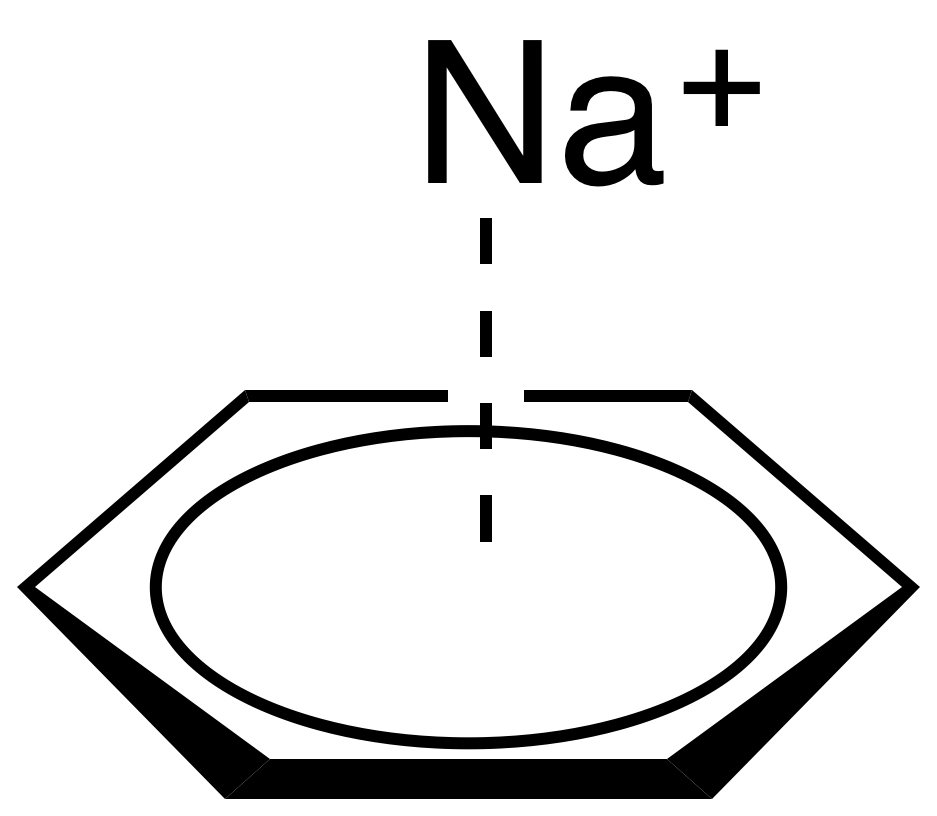
Figura 4

Interações cátion–π envolvem a carga positiva de um cátion interagindo com os elétrons em um sistema π de uma molécula.  Essa interação é surpreendentemente forte (tão forte ou mais forte do que a ligação H em alguns contextos), e tem muitas aplicações potenciais em sensores químicos. Por examplo, o íon sódio pode sentar-se facilmente no topo da nuvem π de uma molécula de benzeno, com simetria C6 (ver figura 4).
Interações ânion–π são muito similares a interações cátion–π, mas invertidas. Nesse caso, um ânion fica no topo de um sistema π pobre em elétrons, geralmente estabelecido pela colocação de substituintes removedores de elétrons na molécula conjugada

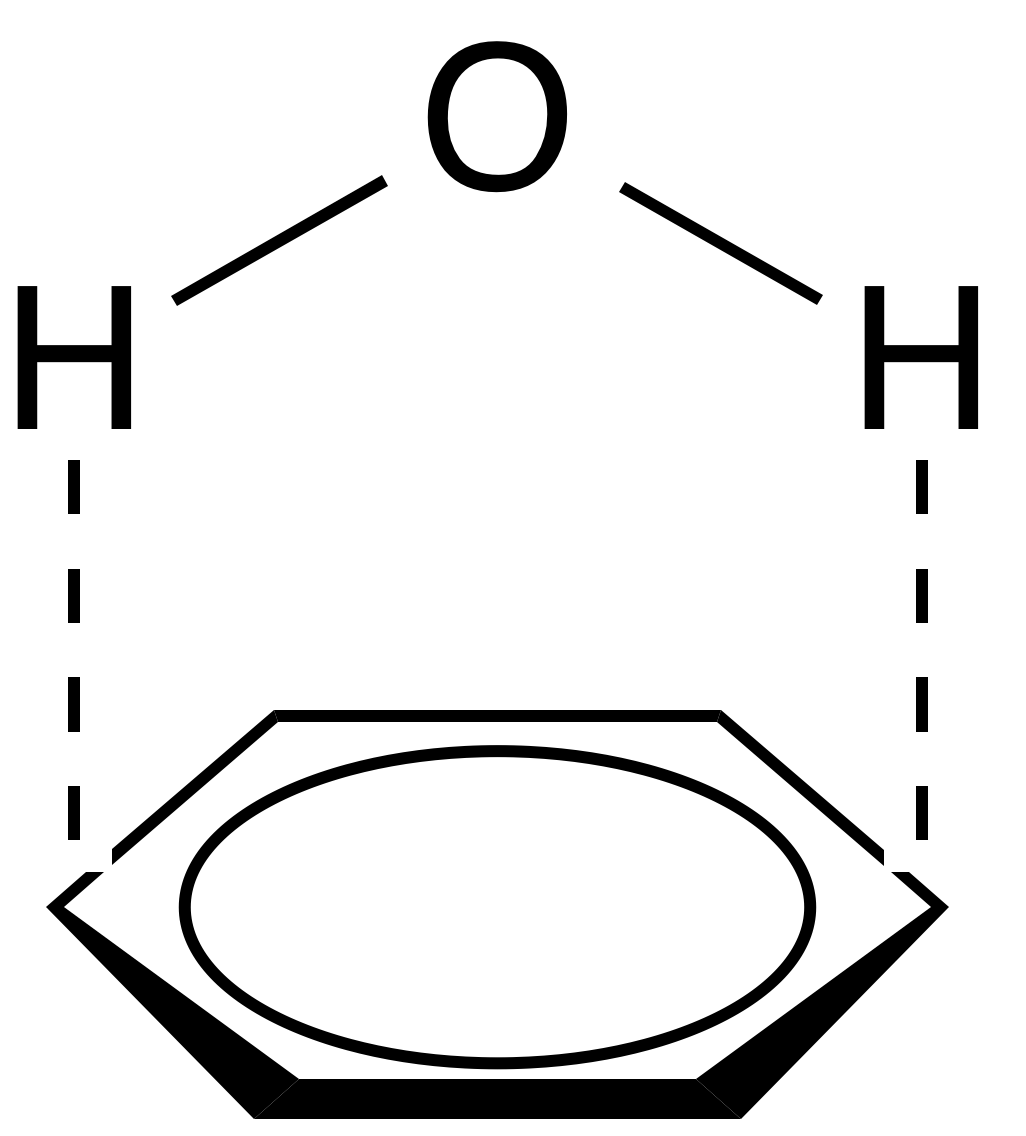
Figura 5.

### Polar π
Interações polares π envolvem moléculas com dipolos permanentes (tal como a água) interagindo com o momento quadrupolar de um sistema π (tal como aquele no benzeno - ver figura 5). Embora não seja tão forte quanto uma interação cátion π, essas interações podem ser bastante fortes (~1-2 kcal/mol), e são comumente envolvidas em enovelamento de proteínas e cristalinidade de sólidos contendo ligações de hidrogênio e sistemas π. De fato, qualquer molécula com um doador de ligação de hidrogênio (hidrogênio ligado a um átomo altamente eletronegativo) terá interações eletrostáticas favoráveis com o sistema π rico em elétrons de uma molécula conjugada.